# 韦尔斯附近皮希尔
韦尔斯附近皮希尔是奥地利上奥地利州韦尔斯兰县的一个市镇。总面积26平方公里，总人口2794人，人口密度107.5人/平方公里（2005年）。